# Вархуман

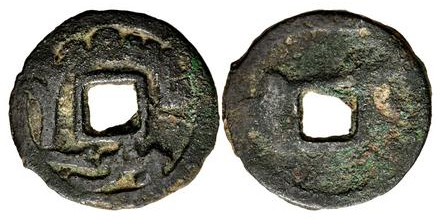
Монети Вархумана

Вархуман (Варгоман, Авархуман) (βrxwm'n, бл. 640 — бл. 690) — 2-й іхшид (володар) Согда в 655—690 роках. У китайських джерелах — Фухумань.

## Життєпис
Син іхшида Шишпіра. Відомий з афрасіабських фресок у Самарканді, де зображено його зустрічі з посольствами з різних країн. Посів трон 655 року. 658 року підтвердив визнання зверхності імперії Тан. Водночас отримав від китайців титул дуду, а Согд підпорядкований генерал-губернатору області Кангю.
Сприяв зміцненню останньої в Центральній Азії. Продовжив карбувати монети, затверджені Шишпіром, а згодом першим став карбувати на них власне ім'я. В перший період панування (до 670 року) держава набула політичного, економічного та культурного піднесення. Символом потуги стало зведення розкішного палацу іхшида в Самарканді.
У 675 році арабський емір Саїд ібн Усман вдерся до Согду, сплюндрувавши значні землі. Натомість 676 року Вархуман уклав союз із Хутак-хатун, регентшею Бухари, отримав загін від тюркського кагана Дучжі-хана. 677 року захопив Самарканд, пограбував палац іхшида, відправив до Медіни 50 знатних согдійців, яких стратили за відмову приймати іслам. Сам Вархуман мусив визнати зверхність Омеядського халіфату.
Втім у 683 році в халіфаті почалася запекла боротьба за владу, що дозволило Вархуману відновити незалежність. Помер 690 року. Йому спадкував син Тукаспадак.